# Psychoda quiniversa
Psychoda quiniversa és una espècie d'insecte dípter pertanyent a la família dels psicòdids que es troba a Centreamèrica: Costa Rica, incloent-hi les províncies de Guanacaste i Heredia.